# Đuro Pavić
Đuro Pavić (u mađarskim izvorima: Pávics György) (Salanta, 1940.) je hrvatski pjesnik iz Mađarske. Pisao je pjesme.
Po struci je bio prosvjetni radnik. Za hrvatsku je zajednicu u Mađarskoj značajan jer se u teškim uvjetima borio protiv asimilacijske politike komunističke vlasti u Mađarskoj.
Djela je pisao u razdoblju od 1969. do 1977. Po stilskom razdoblju ga se svrstava u "etapu novih strujanja", a pjesme su mu "na granici tradicionalnog pjevanja i suvremenog lirskog iskaza".
Nakon što je objavio svoju zbirku Dosta/Elég, povukao se iz javnog života.

## Djela
- Dosta/Elég, Pečuh, 1990.
- Szupertigris (prevoditelj)[3]

Neke pjesme su mu ušle u antologiju hrvatske poezije u Mađarskoj 1945. – 2000. urednika Stjepana Blažetina Rasuto biserje. 
Svojim djelima je ušao u antologiju Pjesništvo Hrvata u Mađarskoj = Poemaro de kroatoj en Hungario, urednika Đure Vidmarovića, Marije Belošević i Mije Karagića.